# Aleurothrixus floccosus
Aleurothrixus floccosus är en insektsart som först beskrevs av William Miles Maskell 1896.  Aleurothrixus floccosus ingår i släktet Aleurothrixus och familjen mjöllöss. Inga underarter finns listade i Catalogue of Life.